# Флетчер, Джек
Джек Дэвидсон Флетчер (англ. Jack Davidson Fletcher; род. 19 марта 2007 года в Манчестере, Англия) — английский и шотландский футболист, полузащитник клуба «Манчестер Юнайтед».

## Клубная карьера
Джек начинал карьеру в академии клуба «Манчестер Сити», где провёл 9 лет. В сезоне 2022/23 игрок сыграл 1 матч в юношеской премьер-лиге, которую «горожане» в итоге выиграли. Летом 2023 года он вместе с братом-близнецом Тайлером перебрался в стан принципиального соперника «синих» — «Манчестер Юнайтед» — за общую сумму трансфера в 1,25 миллионов фунтов стерлингов и начал выступать за юношескую команду клуба. С ней полузащитнику удалось выиграть второй титул чемпиона Англии среди юношей, а сам он принял участие в 11 встречах турнира и забил в них 1 мяч. В ноябре Джек впервые был привлечён к тренировкам с первой командой «красных дьяволов». В апреле 2024 года игрок подписал свой первый профессиональный контракт с этим клубом. 
В сезоне 2024/25 Джек был переведён в молодёжный состав манкунианцев и совмещал выступления в молодёжной премьер-лиге с играми в юношеской лиге УЕФА. Из-за эпидемии травм в первой команде осенью 2024 года он впервые был включён в заявку на матчи английской премьер-лиги. 13 марта 2025 года полузащитник оказался в заявке клуба на ответную игру 1/8 финала Лиги Европы УЕФА с «Реал Сосьедадом».

## Карьера в сборной
Международная карьера Джека началась в апреле 2022 года, когда он составе в юношеской сборной Англии (до 15 лет) принял участие в матче против сверстников из Словении. Всего он провёл 4 встречи в этой возрастной категории. Осенью того же года полузащитник сменил национальную команду на Шотландию, приняв вызов в состав сборной до 16 лет. За неё Джек отыграл 3 игры, отметившись голом в ворота датчан 7 сентября. 
В 2023 году полузащитник снова стал выступать за англичан, проведя 7 матчей за юношескую команду в возрастной категории до 16 лет. Тогда же игрок дебютировал за сборную Англии до 17 лет, в составе которой он впоследствии принял участие на юношеском чемпионате Европы 2024. Джек сыграл во всех 4 встречах за английскую команду, дошедшую в итоге до четвертьфинала турнира, где она по пенальти уступила итальянцам. Всего же за эту сборную Джек забил 1 гол в 6 международных матчах.
С 2024 года полузащитник является членом юношеской сборной Англии до 18 лет и имеет на своём счету 5 сыгранных матчей.

## Достижения
«Манчестер Сити»
- Чемпион Англии (до 18 лет) (1): 2022/23

«Манчестер Юнайтед»
- Чемпион Англии (до 18 лет) (1): 2023/24
- Обладатель юношеского кубка английской премьер-лиги (1): 2023/24

## Личная жизнь
Джек — сын шотландского футболиста Даррена Флетчера, наиболее известного по выступлениям за «Манчестер Юнайтед» и национальную сборную Шотландии. У него есть брат-близнец Тайлер, который тоже является футболистом. На клубном уровне они оба представляли академию «Манчестер Сити», откуда в 2023 году одновременно перешли в «Манчестер Юнайтед», а в апреле 2024 года в один день подписали свои первые профессиональные контракты с этим клубом. На уровне сборных Тайлер представляет Шотландию. В сентябре 2022 года близнецы вместе отыграли за юношескую сборную Шотландии (до 16 лет) поединок с датчанами, а полгода спустя они сыграли друг против друга в матче между Англией и Шотландией в этой же возрастной категории.